# ملفين ليستر
ملفين ليستر (بالإنجليزية: Melvin Lister)‏ هو منافس ألعاب قوى أمريكي، ولد في 29 أغسطس 1977.

## وصلات خارجية
- ملفين ليستر على موقع الاتحاد الدولي لألعاب القوى (الإنجليزية)
- ملفين ليستر على موقع أوليمبيديا (الإنجليزية)
- ملفين ليستر على موقع اللجنة الأولمبية والبارالمبية الأمريكية (الإنجليزية)